# Cycas circinalis
Cycas circinalis är en kärlväxtart som beskrevs av Carl von Linné. Cycas circinalis ingår i släktet Cycas, och familjen Cycadaceae. IUCN kategoriserar arten globalt som starkt hotad. Inga underarter finns listade i Catalogue of Life.

## Bildgalleri

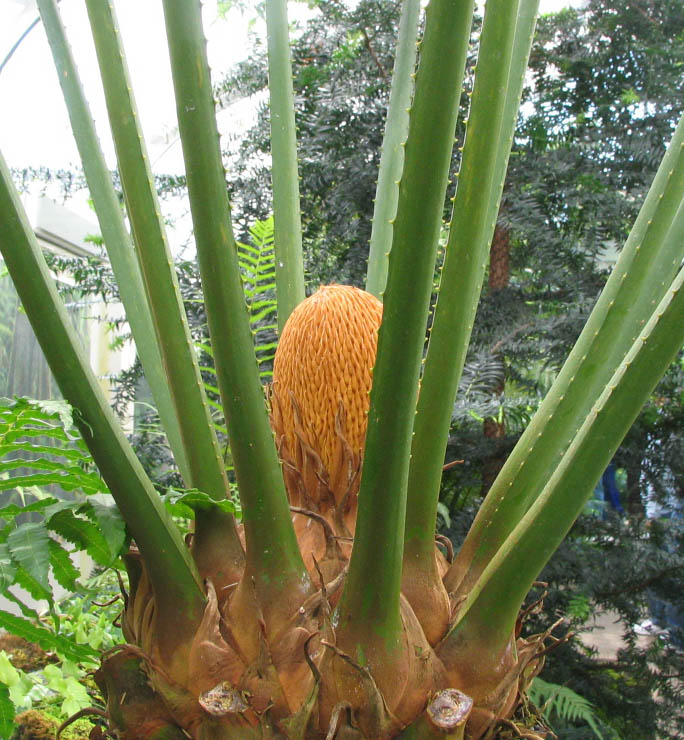
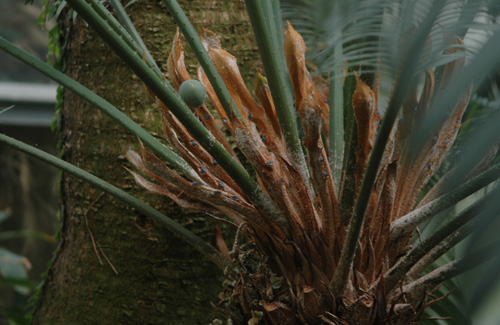
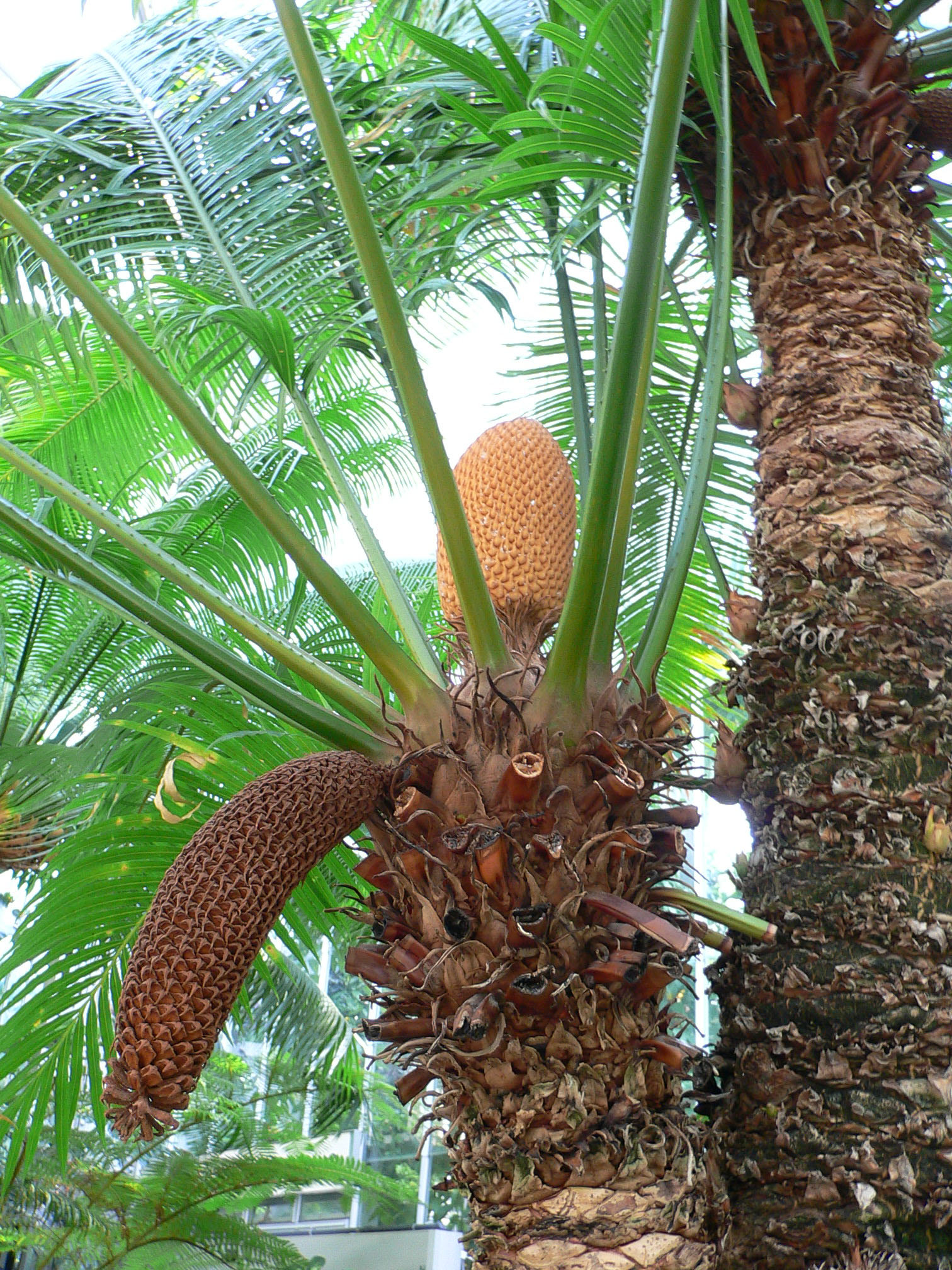
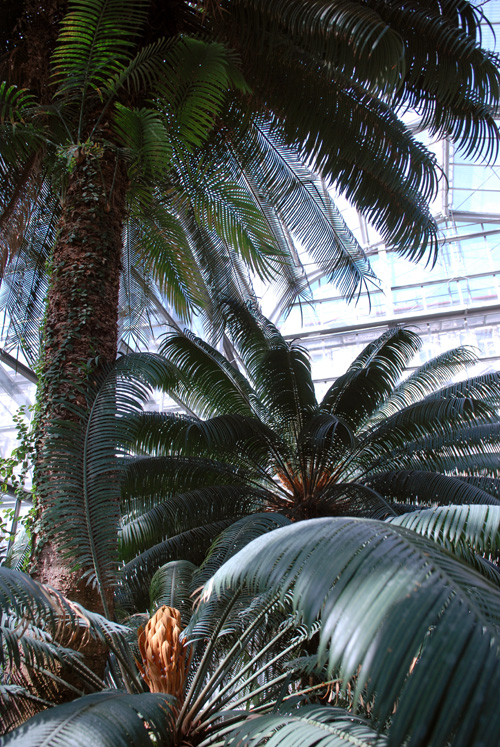
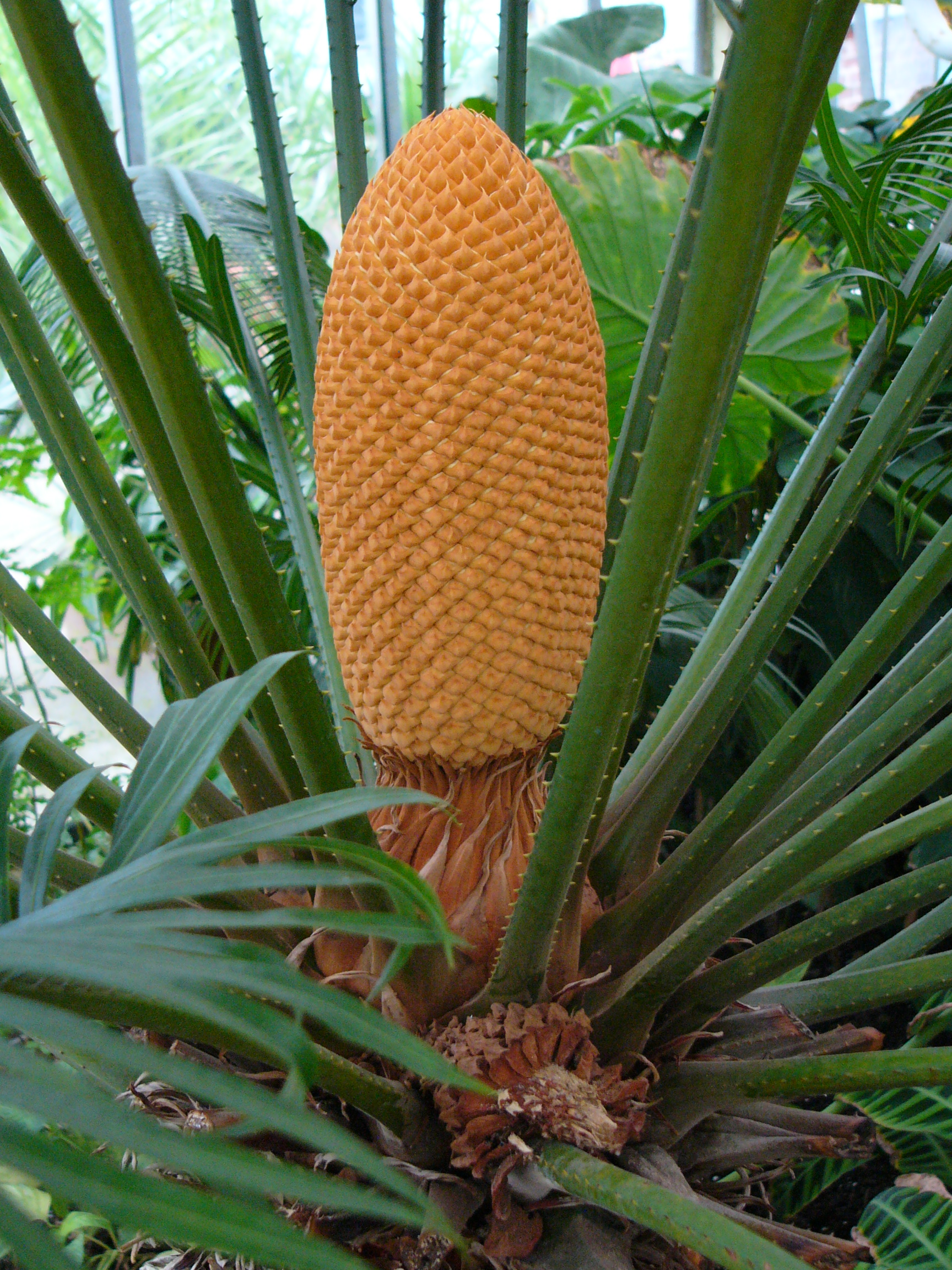
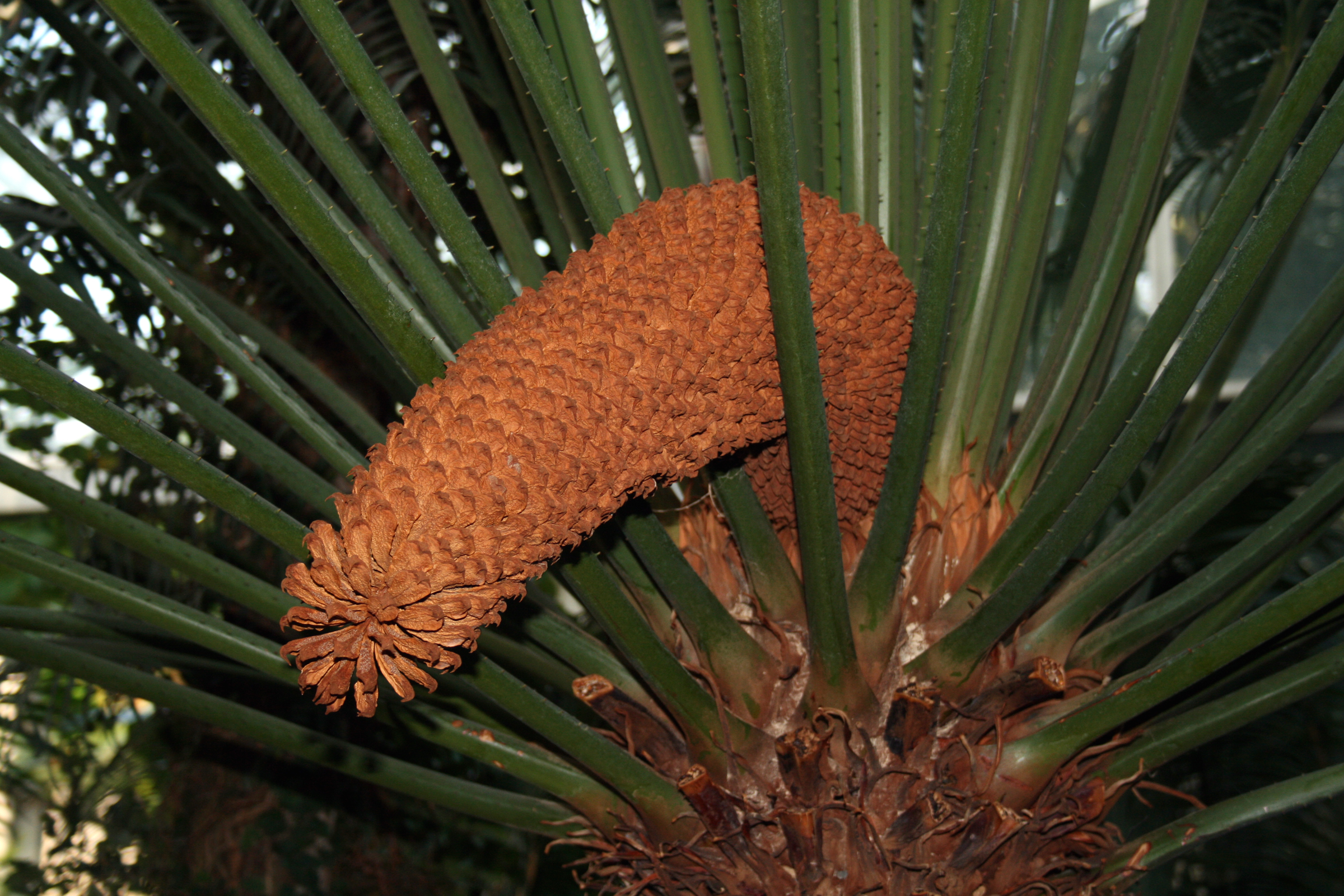